# Storå (gmina Lindesberg)
Storå – miejscowość (tätort) w Szwecji, w regionie administracyjnym (län) Örebro, w gminie Lindesberg.
Według danych Szwedzkiego Urzędu Statystycznego liczba ludności wyniosła: 1967 (31 grudnia 2015), 1917 (31 grudnia 2018) i 1909 (31 grudnia 2019).